# Harpenden
Harpenden es una ciudad en Hertfordshire, Inglaterra. La población de la ciudad es de un poco menos de 30.000 habitantes.
Harpenden es una ciudad dormitorio relativamente próspera, con una conexión directa en tren a Londres. Los precios de las propiedades están muy por encima del doble de la media nacional. Geográficamente se encuentra entre dos pueblos vecinos con un área geográfica mucho mayor: Luton (al norte) y St Albans (al sur). Está flanqueada por las aldeas de Redbourn (al oeste) y Wheathampstead (al este).